# Wyhraaue und Frohburger Streitwald
Wyhraaue und Frohburger Streitwald este o arie protejată (arie specială de conservare — SAC, sit de importanță comunitară — SCI) din Germania întinsă pe o suprafață de 434 ha, integral pe uscat.

## Localizare
Centrul sitului Wyhraaue und Frohburger Streitwald este situat la coordonatele 51°04′35″N 12°31′29″E / 51.0764°N 12.5247°E.

## Înființare
Situl Wyhraaue und Frohburger Streitwald a fost declarat sit de importanță comunitară în iunie 2002 pentru a proteja 6 specii de animale. Situl a fost protejat și ca arie specială de conservare în aprilie 2011.

## Biodiversitate
Situată în ecoregiunea continentală, aria protejată conține 8 habitate naturale: Lacuri eutrofice naturale cu vegetație de tip Magnopotamion sau Hydrocharition, Cursuri de apă de la nivel de câmpie la nivel montan, cu vegetație Ranunculion fluitantis și Callitricho-Batrachion, Liziere de ierburi înalte hidrofile de câmpie și de nivel montan până la alpin, Fânețe de joasă altitudine (Alopecurus pratensis, Sanguisorba officinalis), Păduri de fag Asperulo-Fagetum, Păduri de stejar sau de stejar și carpen sub-atlantice și medio-europene de Carpinion betuli, Păduri de stejar și carpen Galio-Carpinetum, Păduri aluvionare cu Alnus glutinosa și Fraxinus excelsior (Alno-Padion, Alnion incanae, Salicion albae).
La baza desemnării sitului se află mai multe specii protejate:
- amfibieni (1): triton cu creastă (Triturus cristatus)
- mamifere (3): liliac cârn (Barbastella barbastellus), vidră de râu (Lutra lutra), liliac comun (Myotis myotis)
- nevertebrate (2): phengaris nausithous (Maculinea nausithous), Ophiogomphus cecilia